# Coupe du monde de BMX 2007
Navigation
2006 2008
La 5e édition de la coupe du monde de BMX a débuté à Madrid et s'est terminée à Fréjus. Elle comprend 4 manches pour les hommes et 2 manches pour les femmes.

## Hommes élites

### Résultats
| #  | Lieu           | Date            | Vainqueur      | Deuxième        | Troisième         | Leader du classement général |
| -- | -------------- | --------------- | -------------- | --------------- | ----------------- | ---------------------------- |
| 1. | Madrid         | 13-14 avril     | Khalen Young   | Robert de Wilde | Cristian Becerine | Khalen Young                 |
| 2. | Pékin          | 20-21 août      | Donny Robinson | Robert de Wilde | Jared Graves      | Robert de Wilde              |
| 3. | Salt Lake City | 21-22 septembre | Mike Day       | Robert de Wilde | Manuel De Vecchi  | Robert de Wilde              |
| 4. | Fréjus         | 13-14 octobre   | Marc Willers   | Michal Prokop   | Pablo Gutierrez   | Robert de Wilde              |

### Classement général
| Pos | Coureur               | Pts |
| --- | --------------------- | --- |
| 1   | Robert de Wilde       | 46  |
| 2   | Donny Robinson        | 35  |
| 3   | Damien Godet          | 32  |
| 4   | Mike Day              | 30  |
| 5   | Michal Prokop         | 28  |
| 6   | Pablo Gutierrez       | 27  |
| 7   | Khalen Young          | 25  |
| 8   | Raymon van der Biezen | 25  |
| 9   | Artūrs Matisons       | 22  |
| 10  | Steven Cisar          | 18  |

## Femmes élites

### Résultats
| #  | Lieu   | Date          | Vainqueur             | Deuxième               | Troisième             | Leader du classement général |
| -- | ------ | ------------- | --------------------- | ---------------------- | --------------------- | ---------------------------- |
| 1. | Pékin  | 20-21 août    | Shanaze Reade         | Anne-Caroline Chausson | Laëtitia Le Corguillé | Shanaze Reade                |
| 2. | Fréjus | 13-14 octobre | Laëtitia Le Corguillé | Amélie Despeaux        | Gabriela Maria Diaz   | Laëtitia Le Corguillé        |

### Classement général
| Pos | Coureuse               | Pts |
| --- | ---------------------- | --- |
| 1   | Laëtitia Le Corguillé  | 30  |
| 2   | Gabriela Maria Diaz    | 27  |
| 3   | Sarah Walker           | 24  |
| 4   | Anne-Caroline Chausson | 24  |
| 5   | Nicole Callisto        | 21  |
| 6   | Jill Kintner           | 18  |
| 7   | Jana Horáková          | 16  |
| 8   | Shanaze Reade          | 16  |
| 9   | Amélie Despeaux        | 15  |
| 10  | Magalie Pottier        | 12  |